# Limnophora elegans
Limnophora elegans är en tvåvingeart som beskrevs av Macquart 1843. Limnophora elegans ingår i släktet Limnophora och familjen husflugor.
Artens utbredningsområde är Guyana. Inga underarter finns listade i Catalogue of Life.